# Norbert Sprongl
Norbert Sprongl (né le 30 avril 1892 à Obermarkersdorf – mort le 26 avril 1983 à Mödling) est un compositeur autrichien.

## Œuvres (sélection)
- Quatre danses symphoniques pour orchestre, op. 93
- Sonate pour contrebasse et piano no 2, op.132
- Concerto pour violon et orchestre no 2, op.155
- Tanzsuite pour orchestre à cordes pincées
- Trio pour flûte, mandoline et guitare, op.94 no 1
- Sérénade pour mandoline et guitare